# Epipleoneura kaxuriana
Epipleoneura kaxuriana är en trollsländeart som beskrevs av Machado 1986. Epipleoneura kaxuriana ingår i släktet Epipleoneura och familjen Protoneuridae. IUCN kategoriserar arten globalt som livskraftig. Inga underarter finns listade i Catalogue of Life.